# エラム

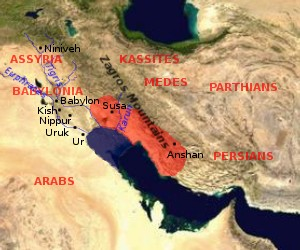
エラム諸王朝の領域

エラム（Elam）は、古代オリエントで栄えた国家、または地方の名。紀元前3200年頃から紀元前539年までの間、複数の古代世界の列強国を出現させた。

## 概要
エラムと呼ばれたのは、メソポタミアの東、現代のフーゼスターンなどを含むイラン高原南西部のザグロス山脈沿いの地域である。エラム人自身は自らをハルタミ (Haltami) と呼び、土地を指す際にはハルタムティ（Haltamti、後に訛ってアタムティAtamti）と呼んだ。シュメール語のエラムはこれの転訛したものである。メソポタミアという古代文明世界の中心地に隣接したために、その文化的影響を強く受けたが、砂漠や湿地帯によって交通が困難であったために、政治的にはイラン高原地帯との関わりが深かった。エラム人は系統不明の言語エラム語を話す人々であり、メソポタミアでウルク古拙文字（楔形文字の元になったと考えられている絵文字）が発明されてから程なく、エラムでも原エラム文字と呼ばれる絵文字が発明された。この原エラム文字で書かれた文章は現在のアフガニスタンに近い地域からも見つかっており、エラム文化はイラン高原各地に影響を与えていたと考えられる。また、ほぼ同時代にエラム語楔形文字も使われているが、それらの関係は全く解明されていない。メソポタミアの王朝はたびたびエラムに侵入して、これを支配下に置いた。一方でエラム人もメソポタミアへの介入を繰り返し、バビロニアの王朝をいくつも滅ぼしている。紀元前2000年紀に入ると、エラム人も楔形文字を使って記録を残すようになり、多くの情報がわかる。エラムの歴史で中心的役割を果たした都市はアンシャン、そしてスサである。スサを中心とした地方はギリシア人たちにはスシアナとよばれた。エラム人の残した文化や政治制度は、メディアやペルシアに大きな影響を及ぼした。
エラム人は、オリエントのほかの地域とは異なる独特の相続制度を持っていた。即ち、王位は親子ではなく、まず兄弟によって相続されていくのである。この相続制度はかなり後の時代にまで継承され、異民族の侵入によっても基本的に変化しなかった。

## エラムの歴史

エラムの版図の変遷

エラムの歴史は他のオリエントの地域と同じく、言語（文字）史料の分類に基づいて区分されている。

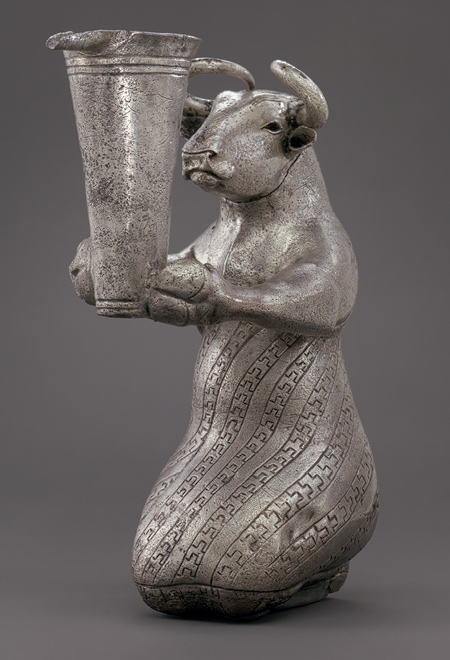
原エラム時代出土の牛の彫像

原エラム時代（プロト・エラム時代）
主に紀元前3200年頃から、紀元前2700年頃までを指す。この時代既に原エラム文字による文字記録が存在するが、原エラム文字の解読が進んでいないため、基本的には考古学情報に頼って再考される。既にスサなどの都市が形成されていた。
古エラム時代（古王国時代）
原エラム時代とまとめて扱われる事もある。紀元前2700年頃のアワン王朝の成立から紀元前1600年頃のエパルティ（スッカル・マフ）王朝の滅亡まで頃とされる。この時代エラム地方はアッカド帝国やウル第3王朝の攻撃を受けて支配下に入っていたが、最後には逆にウルに侵攻してこれを破壊、略奪し、ウル第3王朝を滅亡させるに到った。文字記録が多く残され始める時代であるが、その後半期は衰退の時代であった。
中エラム時代
紀元前1600年頃のイゲ・ハルキ朝の成立から紀元前1100年頃の、イシン第2王朝のネブカドネザル1世によるエラム侵攻までの時代である。なお古エラム時代との境目には諸説ある。古エラム時代末期の衰退期から再びエラムが列強として登場する時代であり、バビロニア文化の影響を強くうけた時代である。カッシート朝（バビロン第3王朝）を滅ぼしたが、しかし、最後はネブカドネザル1世の侵攻で大打撃を被り、再び衰退した。
新エラム時代
紀元前1100年のネブカドネザル1世の侵攻から、紀元前539年にアケメネス朝の支配下に入るまでの時代であり、研究においては更に3期に細分される。アッシリアとバビロニアの争いにバビロニアを助ける形でたびたび介入したが、最後はアッシリア王アッシュールバニパルの攻撃を受けてスサを破壊され、大国としてのエラムの歴史は終わりを告げた。更にその後、アケメネス朝の支配下に入り、以後エラム人による国家が成立することはなくなった。

### 古エラム時代
この時代から、メソポタミア側の歴史史料にエラムについての情報が載り始める。しかしその記述は多分に伝説的なものであり、編年を明らかにするのは不可能である。
シュメール伝説には、キシュの王エンメバラゲシがエラムを征服し戦利品を獲得したというものがある。また、ウルクの王エンメルカルはエラムに降伏を迫るためにエラムの領主エン・スフギル・アナ（英: En-suhgir-ana、エンスフケシュダンナ - Ensuhkeshdanna）へ使者を送り、エラムを服属させたというもの（『エンメルカルとエン・スフギル・アナ』）もある。
古エラム時代のアワン王朝 (Awan dynasty) の王はシュメールを3代に渡って支配したと伝えられる。だがこれらの説話にどの程度史実が含まれているのかは全くわからない。アワン朝の後にはハマズィ朝が再びシュメールを支配したという。この他シュメールの都市国家の中にはその初期にエラムの支配を受けたという伝説を持ったものが少なくない。具体的な政治史の復元は困難ながら、シュメール時代の初期からエラム人がメソポタミアと接触を持っていたことは確実である。
飛躍的に情報が増えるのはエラムに侵攻してこれを支配したアッカド帝国と、その後のウル第3王朝時代からである。アワン朝（シュメールを支配したという王朝と同一であるかは不明）最後の王クティク・インシュシナクはウル第3王朝の創設者ウル・ナンムと同時代人であったと考えられる。彼はスサとアンシャンを征服して、イラン高原における初の統一的な政治勢力を形成した。しかしアワン朝は間もなくウル第3王朝のシュルギ王の攻撃を受けて崩壊した。
アワン朝と入れ替わるようにエラム史に登場したシュマシュキ王朝 は当初はウル第3王朝や異民族の間断無い攻撃に曝され弱小であったが、やがてウル第3王朝の弱体化に乗じて勢力を拡大し、ウル第3王朝は婚姻政策によってシュマシュキ朝を懐柔しようとするようになった。だがシュマシュキ朝が、全エラムを統合していたのかどうかはよくわかっていない。紀元前2004年シュマシュキ朝の6代目の王キンダトゥはウルを攻撃し、ウル第3王朝を滅ぼした。だが、既にウル第3王朝より離脱し、その実質的後継者となっていたイシュビ・エッラのイシン第1王朝によって破られ、ウルを奪回された。その後シュマシュキ朝はメソポタミア各地に成立したアムル系王朝と対立した。特にラルサなど南部メソポタミアの王朝はスサなどの支配権を再び確保しようとしてエラムと戦闘を続けた。
紀元前19世紀頃にはシュマシュキ朝にかわってエパルティ朝 (Epartid dynasty) がエラムの支配権を握った。この王朝はエラムの主要部分を含んでいたと考えられるが、3代目の王以降スッカル・マフ（シュメール語で大総督の意）という称号を用いており、メソポタミアの王朝と何らかの宗属関係があったかもしれない。また、ラルサではスサ北部の別のエラム人国家の王クドゥル・マブクがラルサ王ツィリ・アダドを追放し、「アムルの父」を名乗ってその支配権を獲得するなどしていた。彼とその後継者はバビロン第1王朝のハンムラビ王の時代まで、たびたびバビロンと戦火を交えている。だが、こうしたエラム人のバビロニアでの影響力は長続きしなかった。
その後インド・ヨーロッパ系の集団や、カッシート人、フルリ人の移動などに伴う混乱によってか、エラムは混乱に陥ったらしく記録は少ない。だが、この時代にエラム各地にフルリ人が移住しており、エラムの諸都市にはフルリ人の王を頂く都市が多数出た。(バビロニア臣下の時代)

### 中エラム時代
エラムに再び強力な政治的統合体が現れるのは、「アンシャンとスサの王」を称したイゲ・ハルキ王の時代や、紀元前16世紀頃から紀元前15世紀頃にかけて台頭したウンタシュ・ナピリシャ王の時代であり、中エラム時代と称する。
キディヌ朝 (Kidinuid dynasty) に5人の王が出た。
イゲ・ハルキは古エラム時代に侵入したフルリ人と何らかの関係があると考えられている。イゲ・ハルキ朝 (Igehalkid dynasty) の王は10人、またはそれ以上いると考えられるが、彼らとバビロニアとの交渉が記録に残っている。紀元前1320年には、一時カッシート朝（バビロン第3王朝）の王クリガルズ2世に服属したが、紀元前1230年頃には、同王朝のカシュティリアシュ4世を破り、更にエラム王キディン・フトゥラン3世 (英: Kidin-Hutran III) はアッシリア王トゥクルティ・ニヌルタ1世の圧迫によって弱体化したカッシート朝へ二度にわたって侵攻し滅亡させた。しかし間もなくアッシリア王トゥクルティ・ニヌルタ1世と戦って破れ、バビロニアから駆逐された。
紀元前13世紀末から紀元前12世紀にかけて新たにシュトルク朝 (Shutrukid dynasty) がおこり、バビロニアに再び進出を図った。シュトルク・ナフンテ1世は、バビロンを陥落させてバビロニアを支配下におくことに成功した。マルドゥク神像を略奪した他、ハンムラビ法典の石碑もこの時スサへ持ち帰り、後に現代の考古学者によってスサで発見されることになる。アッシリアの政治混乱ともあいまって、エラムはこの時期オリエントで最も強大な国家となっていった。だが、間もなくバビロニアに新たに勃興したイシン第2王朝（バビロン第4王朝）の英王ネブカドネザル1世によってエラム軍は打ち破られ、スサを占領されるとともにマルドゥク神像を奪還された。

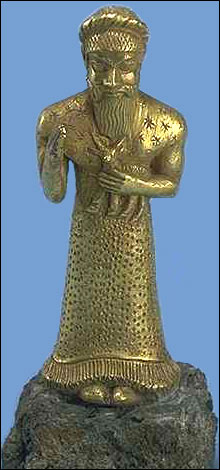
紀元前1500–1200年ごろの金の彫像

ネブカドネザル1世の攻撃以降、300年にわたる弱体化と混乱の時代を迎えることになる。僅かにバビロニアとアッシリアの戦いに際して、バビロニア王マルドゥク・バラシュ・イクビを助けて参加したことなどが記録されている。エラムはこの時代、バビロニアから著しい文化的影響を受けた。文書史料に楔形文字が多用された他、アッカド語を用いた記録も数多く残された。バビロニア式の巨大なジッグラトも建築された。ただし、エラム独自の相続制度は維持され、シュトルク朝もまた兄弟相続を基本としていた。

### 新エラム時代
こういった時代にようやく終止符が打たれ、エラムに新たな時代が訪れるのは紀元前8世紀頃のことである。この頃新たにフンバンタラ朝 (Humban-Tahrid dynasty) が成立して、一応の安定が達成された。当時急激に拡大していたアッシリアに対抗するために、エラムはバビロニアを熱心に支援した。バビロニアは紀元前729年にティグラト・ピレセル3世によって征服されていたが、その後エラムの支援の元でメロダク・バルアダン2世がアッシリアに反乱を起こし自立していた。アッシリア王サルゴン2世はメロダク・バルアダン2世を攻撃して再びバビロニアを征服したが、この時敗走したメロダク・バルアダン2世はエラムに逃げ込み、エラム人は彼を匿った。そして、紀元前703年頃、再び彼をバビロニア王に付けてアッシリアから離反させることを試み一時成功した。だが、センナケリブ王の遠征によってバビロニアは再併合された。
しかし尚もエラムはバビロニアの反乱勢力を支援して介入を続けた。新たに王位についたフンバン・ニメナは紀元前694年には、ネルガル・ウシェズィプ率いるバビロニアの反乱を支援して、アッシリアの王子、アッシュール・ナディン・シュミを捕縛することに成功し、再びバビロニアを独立させた。これは更なるセンナケリブ王の遠征(ハルールの戦い)を招き、一時的にはアッシリア軍に対抗したものの、最終的にバビロニアはアッシリアの支配下に入りバビロニアに対するエラムの影響力確保は失敗した。
その後もエラムとアッシリアは、バビロニアを巡って争いを続けた。アッシリア王アッシュールバニパルが、兄弟のバビロニア王シャマシュ・シュム・ウキンと兄弟戦争を戦った際には、シャマシュ・シュム・ウキンを支援して再びバビロニアを離反させることを狙った。しかしこの戦いでシャマシュ・シュム・ウキンは敗死し、アッシュールバニパルはエラムに対して本格的な攻撃に乗り出した。エラム王テウマンはウライの戦いでアッシリア軍に敗北し、前647年のスーサの戦いでは多大な被害を受けた。これによって大国としてのエラムの歴史も終わりを告げた。テウマンの後継者フンマ・ハルダシュ3世は尚もアッシリアに対抗を続けたが、紀元前640年にスサはアッシリアに占領されるに至った。
しかしながら、アッシリアは国内の諸部族の抵抗に悩まされており、スサ占領も長くは続かず、しばらくしてエラム王国は復活した。ただ最早往時の権勢を示すことはなく、イラン高原の殆どはメディア王国の支配下に置かれ、エラム王国の支配地域はスサを中心とするスシアナ地方に限られた。紀元前539年にスサはキュロス大王率いるアケメネス朝ペルシアの支配下に置かれ、ここにエラム王国は歴史から姿を消した。しかし、イラン高原において最も高い文化を誇った集団の一つであったエラムの諸制度は、その後もアケメネス朝時代においても受け継がれた。

## 言語
- エラム語の言語系統はわかっていない。
- 紀元前3000年頃からアケメネス朝の時代まで行政語などとしてエラム語も使用され続けた。
- 原エラム時代の言語と、その後のエラム語に直接繋がりがあるかどうかについては完全には証明されていない。

## 歴代の王
※全ての王を網羅してはいない。

### アワン朝
- 名前不明の3人の王
- ペリ （前2500頃）
- イグリシュ・ハラム （前2460頃）
- イルカブ・ダム （前2450頃）
- アル・エンヌム （前2420頃）
- タタ
- ウック・タヘシュ
- ヒシュル
- シュシュン・タラナ
- ナピル・フシュ
- キック・シヴェ・テムティ
- （アッカド時代）
  - ルフ・イシュシャン （前2350頃？）
  - ヒシェプ・ラテプ
- ヘル
- ヒタ
- クティク・インシュシナク （前2240頃）
- タジッタ1世
- エパルティ
- タジッタ2世

### シュマシュキ朝
- ギル・ナンメ （前2030頃）
- エンピ・ルッハン （前2010頃）
- フトゥラン・テムット
- キンダットゥ
- インダットゥ・インシュシナク1世
- タン・ルフラテル
- インダットゥ・インシュシナク2世
- インダットゥ・ナピル
- インダットゥ・テンプト

### エパルティ朝（スッカル・マフ朝）
- エパルティ1世
- エパルティ2世
- エパルティ3世 （前1850頃）
- シルハハ
- アッタフス （前1830頃）
- シルクドゥフ （前1792頃）
- シムトゥ・ワラタシュ （前1772頃 - 前1770頃）

### バビロニア臣下の時代
- シウェ・パラル・フッパク （前1770頃 - 前1745頃）
- クドゥズルシュ1世 （前1745頃 - 前1730頃）
- クティル・ナフンテ1世 （前1730頃 - 前1700頃）
- リラ・イル・タシュ （前1700頃 - 前1698頃）
- テムティ・アグン1世 （前1698頃 - 前1690頃）
- タン・ウリ （前1690頃 - 前1655頃）
- テムティ・ハルキ （前1655頃 - 前1650頃）
- クク・ナシュル2世 （前1650頃 - 前1635頃）
- クティル・シルハハ1世 （前1635頃 - 前1625頃）
- テムティ・ラプタシュ （前1625頃 - 前1605頃）
- クドゥズルシュ2世 （前1605頃 - 前1600頃）
- タタ （前1600頃 - 前1580頃）
- アッタ・メッラ・ハルキ （前1580頃 - 前1570頃）
- パラ・イシュシャン （前1570頃 - 前1545頃）
- クク・キルワシュ （前1545頃 - 前1520頃）
- クク・ナフンテ （前1520頃 - 前1505頃）
- クティル・ナフンテ2世 （前1505頃 - ？）

### キディヌ朝
- キディヌ
- インシュシナク・スンキル・ナッピピル
- タン・ルフラテル2世
- シャッラ
- テプティ・アハル

### イゲ・ハルキ朝
- イゲ・ハルキ
- パヒル・イシュシャン
- アッタル・キッタフ
- フンマン・ニメナ
- ウンタシュ・ナピリシャ
- ウンパタル・ナプリシャ
- キディン・フトゥラン1世
- キディン・フトゥラン2世
- ナピリシャ・ウンタシュ
- キディン・フトゥラン3世

### シュトルク朝
- ハッルトゥシュ・インシュシナク
- シュトルク・ナフンテ1世（英語版）
- クティル・ナフンテ3世
- シルハク・インシュシナク
- フテルトゥシュ・インシュシナク
- シルハナ・ハムル・ラガマル

### フンバンタラ朝
- フンバンタラ
- フンバニガシュ1世
- シュッティル・ナフフンテ
- ハッルシュ
- クティル・ナフフンテ
- フンマ・メナヌ
- フンマ・ハルダシュ1世
- フンマ・ハルダシュ2世
  - シルハク・インシュシナク（共治）
- シルハク・インシュシナク
  - ウルタク（共治）
  - テンプティ・フンマ・インシュシナク（共治）
- アッタ・フンマ・インシュシナク
  - フンバニガシュ2世（共治）
  - タッマリトゥ（共治）
  - インダビガシュ（共治）
- インダビガシュ
- フンマ・ハルダシュ3世